# 忽
忽（こつ）は、10-5（10万分の1）であることを示す漢字文化圏における数の単位である。糸の1/10、微の10倍に当たる。国際単位系では0.01ミリまたは10マイクロに相当する。
「忽」は『孫子算経』に長さの最小単位として見える古い単位であるが、現実に使われることはきわめて少ない。『孫子算経』はカイコの繭糸（の太さ）とするが、仮に1寸を2.5cmとすると1忽は250nmとなり、この値は現実の繭糸よりもはるかに細い。
なお、忽という字には、「にわかに」「突然」「おろそかに」「なおざりに」などの意味があり、訓読みに「忽（）ち」「忽（）せ」がある。また、高句麗語では「城」の意味で日本の「郡（）」の語源でもある。
『暦象考成』などの西洋の時法や1周360度の概念の伝来以降の中国・日本の古文献では、時間・角度の「秒」の60分の1に相当する単位（英語のthirdに相当）に「微」、その60分の1に相当する単位（英語のfourthに相当）に「繊」、その更に60分の1に相当する単位（英語のfifthに相当）に「忽」を割り当てたこともあった。ちなみにその更に60分の1に相当する単位（英語のsixthに相当）には「芒」が割り当てられていた。